# Friesův přesmyk
Friesův přesmyk je přesmyková reakce fenolesteru, při které za katalýzy Lewisovou kyselinou vzniká hydroxyarylketon.
Reakce zahrnuje přesun acylové skupiny fenolesteru na arylové jádro. Je ortho- a para-selektivní a poměr obou produktů lze změnit úpravou podmínek reakce, jako jsou teplota a použité rozpouštědlo.

## Mechanismus
I přes mnoho pokusů není přesný reakční mechanismus Friesova přesmyku znám. S různými reaktanty byly získány výsledky nasvědčující mezimolekulárním i vnitromolekulárním mechanismům. Průběh reakce nezáleží na použitém rozpouštědlu či substrátu. Nejčastěji přijímaný mechanismus probíhá přes karbokationtový meziprodukt.
V prvním kroku se Lewisova kyselina, například chlorid hlinitý AlCl3, naváže na karbonylový kyslík acylu. Na tomto kyslíku je větší elektronová hustota než na fenolovém kyslíku a jedná se tak o silnější a přednostně reagující Lewisovu zásadu. Touto reakcí dojde k  polarizaci vazby mezi acylem a fenolovým kyslíkem a chlorid hlinitý se naváže na fenolový kyslík. Tím vznikne acyliový karbokation, který se následně účastní elektrofilní aromatické substituční reakce s aromatickým jádrem. Odštěpený proton se uvolní jako kyselina chlorovodíková; chlor pochází z chloridu hlinitého. Orientace této reakce závisí na teplotě, za nízkých teplot převažuje substituce do polohy para, zatímco při vyšších teplotách se převážně tvoří ortho-produkt; tuto selektivitu lze vysvětlit tím, že ortho-produkt tvoří s hliníkem stabilnější bidentátní komplex.
Ortho-produkty také převažují při použití nepolárních rozpouštědel; s růstem polarity rozpouštědla se zvyšuje podíl para-produktu.

## Význam
Fenoly vytvářejí při reakcích s acylhalogenidy za Friedelových–Craftsových podmínek hydroxyarylketony. Friesův přesmyk je tak důležitý pro průmyslovou výrobu hydroxyarylketonů, které jsou meziprodukty při výrobě některých léčiv. Namísto chloridu hlinitého lze použít i jiné Lewisovy kyseliny, jako jsou fluorid boritý a triflát bismutitý, nebo silné protické kyseliny, například fluorovodíkovou a methansulfonovou. Za účelem odstranění nutnosti používání těchto žíravých katalyzátorů se hledají jiné heterogenní katalyzátory.

## Omezení
Pouze estery se stabilními acylovými skupinami mohou být použity při Friesově přesmyku. Pokud bude mít aromatický nebo acylový reaktant vysokou míru substituce, tak bude kvůli sterickým vlivům výtěžnost reakce nižší. Její výtěžnost rovněž snižují meta-řídící skupiny na benzenovém jádru, podobně jako u klasických Friedelových-Craftsových reakcí.

## Fotochemický Friesův přesmyk
Vedle obvyklých tepelných fenylesterových existují také fotochemické Friesovy přesmyky; podobně jako u tepelných při nich mohou vznikat [1,3] a [1,5] produkty. radikálovým mechanismem. Tento druh reakce lze provést i u reaktantů s deaktivujícími substituenty na aromatickém jádře. Výtěžnosti zde bývají nízké a proto se tyto přesmyky průmyslově nevyužívají. Foto-Friesovy přesmyky se ovšem objevují v přírodě, například když jsou plastové předměty obsahující aromatické polykarbonáty, polyestery nebo polyuretany vystaveny slunečnímu záření (u alifatických karbonylových sloučenin probíhají podobné Norrishovy reakce). Fotolýza esterů zde může vést k  únikům ftalátů.

## Aniontový Friesův přesmyk
Při aniontových Friesových přesmycích vedou ortho-metalace arylesterů, karbamátů a karbonátů silnými zásadami k přesmykovým reakcím za tvorby ortho-karbonylových sloučenin.